# SS501
SS501 (кор. 더블에스오공일, Deobeureseuogong-il, яп. ダブルエス ごーまるいち, латиніз.: Daburuesu Gōmaruichi) — південнокорейський бой-бенд з п'яти учасників, утворений у 2005 році компанією DSP Media. Гурт дебютував 8 червня 2005 року з мініальбомом 1st SS501.
У 2007 році SS501 дебютували в Японіз з максі-синглом «Kokoro», який посів 5 місце у чарті Oricon. Наступного року вони стали першим південнокорейським гуртом, який отримав нагороду «Best New Artist» на Japan Gold Disc Awards.
З 2010 року гурт не випускав нових альбомів, втім підрозділ Double S 301, до складу якого входять учасники Хо Йонсен, Кім Ґюджон та Кім Хьонджун, продовжує творчу діяльність.

## Назва
Назва гурту «SS501» розшифровується як: «сонячні/зоряні співаки — п'ять як один» (англ. sun / star singers — five on one). Нуль у назві також символізує знак нескінченності, що передбачає «разом надовго».
Фан-клуб гурту називається Triple S (3S означає: Super Star Supporters).

## Кар'єра

### 2005—2006: дебют
Група дебютувала у себе на батьківщині 8 червня 2005 року із мініальбомом Kyeonggo. Другий мініальбом Snow Prince вийшов наприкінці того ж року, через півроку після дебюту.
Гурт здобув популярність та отримав декілька нагород для новачків одразу після дебюту.
Значну частину 2006 року гурт був неактивним, через проблеми з горлом Йонсена — головного вокаліста гурту. Потрібно було хірургічне втручання та час для повного відновлення здоров'я. Але на той час SS501 стали популярними в Японії.
У другій половині 2006 року в Осаці відбувся перший концерт «Step Up». Наприкінці року вони повернулися до Кореї, де випустили свій перший студійний альбом S.T 01 Now. Альбом вийшов 10 листопада. До нього увійшли пісні «Unlock» та «Four Chance».
Просуваючи альбом, гурт виступив на багатьох музичних шоу та передачах, знявся в шоу SOS на каналі Mnet.
Також SS501 брали участь в озвученні мультфільму «Наживка для акули» (у корейському прокаті — «Історія Пі»).

### 2007—2008: успіх, японський дебют, «Хлопці кращі за квіти» та підрозділ
28 січня 2007 року SS501 отримали приз «Музичні уподобання серед користувачів Інтернету» (Mutizen) від SBS Inkigayo за пісню «Four Chance».
Пізніше гурт дебютував на японській сцені. У Японії було створено фан-клуб, який отримав назву Triple S Japan. Зустріч клубу та групи відбулася 25 березня 2007 року, ця дата є офіційним дебютом клубу.
Перший японський сингл «Kokoro» включив у себе пісні у виконанні всіх учасників та соло кожного. Сингл після релізу відразу опинився на 5-му місці у чарті Oricon, а за кілька днів піднявся до 3-го.
SS501 з'явилися у японській дорамі Hotelier як камео у сьомому епізоді. Пізніше, у вересні 2008 гурт випустив свій другий японський сингл «Distance». 24 жовтня вийшов повноформатний японський альбомSS501. SS501 перемогли у категорії «Newcomer Award» на церемонії Japan Gold Disc Award у січні 2008, що стало першою нагородою для південнокорейського виконавця на цій церемонії.
У 2008 році SS501 повернулися до Кореї і 8 березня випустили мініальбом та однойменний сингл Deja Vu. З новлю піснею вони виступили на музичному шоу M Countdown. Після успіху з синглом «Deja Vu», вони продовжили промоцію з піснею «A Song Calling for You». Після прощального виступу на Music Bank 6 червня гурт повернувся до Японії. Їхній третій японський сингл «Lucky Days» вийшов 18 червня 2008. Потім на короткий період гурт повернувся до Кореї щоб випустити мініальбом Find.
2 жовтня 2008 Хьонджун отримав головну роль у корейській версії дорами Hana Yori Dango, що отримала назву «Хлопці кращі за квіти». За роль Юн Джи Хо він отримав нагороду «Most Popular Actor Award» на церемонії Seoul International Drama Awards 2009 та нагороду «Popularity Award» на 45-тій Премії мистецтв Пексан. Серіал виходив на телеканалі KBS у першому півріччі 2009.
В цей час інший учасник Пак Чон Мін брав участь у постановці корейської версії всесвітньо відомого бродвейського мюзиклу Grease («Бріолін») у ролі Денні Зуко — головного героя цієї історії. За цю роль він отримав нагороду «Best New Musical Talent» на церемонії Golden Ticket Awards.
4 жовтня гурт виступив на Seoul World Cup Stadium та отримав нагороду «Best Asian Artist Award» на п'ятій церемонії Asia Song Festival.
Поки два учасники були зайняті, інші три учасники створили підрозділ, лідером якого став Хо Йонсен. Спочатку назвою нового проєкту мала стати назва фан-клубу гурту — «Triple S», але з поваги до відсутніх учасників було вирішено залишити назву «SS501 Project Group», що містила і назву гурту також.
У листопаді 2008 підрозділ випустив мініальбом U R Man, з головним синглом у жанрі денс «U R Man». У просуванні альбому і сингли брали участь три часники підрозділу, з кількома виступами у повному складі з п'ятьома учасниками. Підроділ також виконав пісню «U R Man» під час свого камео у одному з епізодів серіалу Хлопці кращі за квіти. Пізніше вони також записали ще одну пісню — «내 머리가 나빠서» (Because I'm Stupid), яка увійшла до саундтреку серіалу та отримала декілька нагород, серед яких «Song of the Month (February)», «Best OST Award» та «Best TV Drama Song of the Year».

### 2009–10: мініальбоми, перший азійський тур, закінчення контракту з DSP Media
13 травня гурт випустив другий студійний японський альбом All My Love. Головний трек альбому «All My Love» виконаний а капела. Для просування альбому гурт вирушив у тур Японією.
27 липня 2009 SS501 випустили свій шостий мініальбом Solo Collection, до якого увійшли сольні пісні всіх учасників. Також альбомі був мінісеріал з учасниками гурту у головних ролях.
У серпні 2009 гурт розпочав свій азійський тур «1st Asia Tour Persona», відігравши два концерти у Сеулі. Всього за тур було проведено 15 концертів у Японії, Тайвані, Гонконзі, Таїланді, Китаї, Малазії та Сингапурі.
Сьомий мініальбом Rebirth гурт випустив у двох виданнях: лімітованому та повному. Перше видання вийшло 20 жовтня, а друге 22 жовтня. SS501 просували альбом з синглом «Love Like This», який вони записали у співпраці зі Стівеном Лі, Шоном Александром та Дрю Раяном Скоттом.
у 2010 році SS501 продовжили свій тур «1st Asia Tour Persona» концертом у Таїланді. Фінальний концерт туру відбувся 27 лютого 2010 у Сеулі. Гурт планував випустити новий мініальбом 1 травня, але реліз було відкладено через те, що учасники хотіли доробити деякі деталі. SS501 виступили на «2010 Dream Concert» пізніше того ж місяця. Кім Хьонджун все ще відновлювався після травми, тому вони заспівали всього 2 балади замість презентації нової пісні, про що ходили чутки раніше.
Останній мініальбом гурту, перед закінченням контракту з DSP Media, отримав назву Destination і вийшов 24 травня 2010. 11 червня головний трек «Love Ya» отримав нагороду на музичному шоу KBS Music Bank. 18 червня DSP Media оголосили, що SS501 закінчать промоцію «Love Ya» через закінчення дії своїх контрактів, після 5 років з дня їхнього дебюту.
У другому півріччі 2010 року всі учасники підписали контракти з іншими агенціями талантів. Кім Хьон Джун підписав контракт з KeyEast, Пак Чонмін з CNR Media, Кім Хьонджун з S-Plus Entertainment, а Хо Йонсен та Кім Ґюджон обидва підписали контракти з B2M Entertainment.
Пізніше у інтерв'ю Кім Хьон Джун розповідав, що на той час не було компанії, яка була б готова підписати контракт з усіма учасниками SS501 одразу. Тому вони вирішили займатися своїми сольними кар'єрами. У жовтні 2010 Кім Хьонджун повідомив, що гурт збирається випустити новий альбом у 2011 році, але цього не сталося через напружені індивідуальні графіки.

### 2011–2015: перерва таSS501 Best Collection
Під час перерви у діяльності гурту, кожен з учасників займався своєю сольною кар'єрою.
Кім Хьон Джун підписав контракт з KeyEast після того, як залишив DSP Entertainment, і продовжив акторську та сольну музичну діяльність. Його першим акторським проєктом за новим контрактом стала корейська драма «Грайливий поцілунок», яка транслювалася на MBC у вересні 2010 року. У драмі він зіграв головну роль  - Пека Син Джо. Пізніше, 8 червня 2011 він випустив свій дебютний сольний мініальбом Break Down. За десять днів кількість передзамовлень мініальбому перевищила 70 000 копій. Мініальбом отримав золотий сертифікат у Кореї та платиновий у Тайвані. Альбом також дебютував на першому місці в щотижневому чарті іноземних альбомів Oricon. У травні 2015 року Кім Хьон Джун офіційно вступив на строкову військову службу.
4 грудня Хо Йонсен і Кім Ґюджон провели спільну фан-зустріч у Сеулі, а пізніше у Гонконзі, Японії та інших країнах Азії. 28 квітня 2011 року Хо Йонсен мав розпочати свою сольну кар'єру, але був змушений відкласти реліз альбому, оскільки під час танцювальних тренувань він потягнув зв'язки на правій руці. Його дебютний сольний мініальбом Let It Go вийшов 12 травня 2011 року. У записі альбому брав участь Кім Ґюджон Хьона з гурту 4minute. Альбом посів перше місце у чарті альбомів Gaon за тиждень, починаючи з 8 травня 2011 року. У листопаді та грудні Хо дебютував у театральному мюзиклі у «Три мушкетери». 28 грудня, незадовго до кінця року, Хо випустив саундтрек-пісню «The Words On My Lips» для корейської драми «Fermented Family». Пізніше в 2012 році Хо приєднався до акторського складу ситкому KBS2 «Мені потрібна фея» (або «Послана з небес») у 23 епізоді. Через місяць він випустив саундтрек до згаданої драми під назвою «Love Song». Хо Йонсен вступив на військову службу 31 жовтня 2013 року. Після проходження строкової військової служби поліцейським звільнений 30 липня 2015 року.
Кім Ґюджон дебютував у мюзиклі за мотивами серіалу «Палац», виконавши головну роль наслідного принца Лі Сіна, у Кіото, Японія, з 11 червня по 1 липня. У вересні 2011 Ґюджон дебютував як сольний виконавець з мініальбомом Turn Me On. Альбом містить реп Хо Йонсена в танцювальній композиції «My Love». Ян Джівон з дівочого гурту Spica знялася у музичному відео на пісню «Yesterday». 23 липня Кім Ґюджон прибув до центру підготовки новобранців 35-ї дивізії в Чонджу, провінція Північна Чолла, щоб пройти чотири тижні базової підготовки. Пізніше, стало відомо, що він був звільнений від служби, оскільки є носієм гепатиту В. Однак, оскільки відбулися зміни в законі про військовий обов’язок, Ґюджон мав право проходити неактивну службу як державний службовець. 18 липня Кім Ґюджон, до призову у армію, випустив лімітоване, а згодом і звичайне видання свого другого мініальбому Meet Me Again, присвяченого його шанувальникам.
Камбек Пак Чонміна з синглом «Not Alone» спочатку планувався на 25 листопада 2010 року, але його було відкладено на 20 січня 2011 року. 1 квітня 2011 він випустив свій перший мініальбом The, Park Jung Min. З 18 по 23 листопада 2011 року Пак  Чонмін грав у японському мюзиклі «Bonds Of Boys» у ролі студента за обміном. У серпні вийшов японський телесеріал за його участі «Пісня про кохання». У той же час Чонмін взяв участь у саундтреку до серіалу KBS2 «The Princess' Man», де заспівав пісню «Missing You», написану Пак Чон Уком.
У січні 2011 року Кім Хьонджун підписав контракт з Avex Entertainment для своєї діяльності в Японії. 8 березня 2011 року Хьонджун нарешті випустив свій дебютний сольний мініальбом My Girl з музичними відео на два головних сингли «oH! aH!» і «Girl». Пак Чонмін відвідав його під час зйомок музичного кліпу для останнього. Японська версія мініальбому вийшла 6 квітня 2011 року з двома бонус-треками японських версій двох головних синглів. 27 липня Кім Хьонджун випустив свій перший японський сингл «Long Night». У жовтні 2011 року він дебютував у театрі в комедійному романтичному мюзиклі «Кофеїн», де зіграв бариста. У березні, після свого акторського дебюту в «Чорному місті» Кім зіграв свою першу головну роль у романтичному комедійному серіалі KBS Drama «Моя сяюча дівчина».

### 2016–2020: Double S 301 та повернення
У 2016 році 16 лютого відбулося довгоочікуване возз'єднання 3-х учасників групи як ss301 із синглом Pain. Разом із цим синглом вийшли також пісні Saxophone, Dirty love, 21gram, Sorry I'm busy у міні-альбомі Eternal 5. Після цього вийшла японська версія мініальбому Eternal S, до якої увійшли пісні Fraction, Let me know, Bad daimension, Never ending dream. У 11-й річниці, 8 червня вийшов кембек Ah ha.

## Учасники
| Справжнє ім'я | Справжнє ім'я  | Справжнє ім'я | Справжнє ім'я | Дата народження             | Позиція у гурті                            |
| Українською   | Латиницею      | Хангилем      | Ханча         | Дата народження             | Позиція у гурті                            |
| ------------- | -------------- | ------------- | ------------- | --------------------------- | ------------------------------------------ |
| Кім Хьонджун  | Kim Hyunjoong  | 김현중        | 金賢重        | 6 червня 1986 (38 років)    | Лідер, головний танцюрист, вокаліст, репер |
| Хо Йонсен     | Heo Youngsaeng | 허영생        | 許永生        | 3 листопада 1986 (38 років) | Головний вокаліст                          |
| Кім Ґюджон    | Kim Kyujong    | 김규종        | 金圭鐘        | 24 лютого 1987 (38 років)   | Головний репер, вокаліст                   |
| Пак Чонмін    | Park Jungmin   | 박정민        | 朴政珉        | 2 квітня 1987 (37 років)    | Танцюрист, вокаліст, репер                 |
| Кім Хьон Джун | Kim Hyungjun   | 김형준        | 金亨俊        | 3 серпня 1987 (37 років)    | Репер, вокаліст, макне                     |

## Дискографія
- S.T 01 Now (2006)
- SS501 (2007)
- All My Love (2009)

## Нагороди і номінації
| Церемонія                    | Рік  | Категорія                    | Номінант / Робота    | Результат | Прим.  |
| ---------------------------- | ---- | ---------------------------- | -------------------- | --------- | ------ |
| Cyworld Digital Music Awards | 2009 | Original Soundtrack Award    | «Because I'm Stupid» | Перемога  | [ 74 ] |
| Cyworld Digital Music Awards | 2009 | Song of the Month — February | «Because I'm Stupid» | Перемога  | [ 75 ] |
| Golden Disc Awards           | 2009 | Digital Bonsang              | «Because I'm Stupid» | Номінація | [ 76 ] |
| Japan Gold Disc Award        | 2008 | The Best 10 New Artists      | SS501                | Перемога  | [ 77 ] |
| MBC Gayo Daejejeon           | 2005 | Best New Male Artist         | SS501                | Перемога  | [ 78 ] |
| Mnet Asian Music Awards      | 2005 | Best New Group               | «Warning»            | Перемога  | [ 79 ] |
| Mnet Asian Music Awards      | 2006 | Best Dance Performance       | «Snow Prince»        | Перемога  | [ 80 ] |
| Mnet Asian Music Awards      | 2006 | Best Male Group              | «Snow Prince»        | Номінація | [ 81 ] |
| Mnet Asian Music Awards      | 2007 | Best Male Group              | «4Chance»            | Номінація | [ 82 ] |
| Mnet Asian Music Awards      | 2009 | Best Male Group              | «UR Man»             | Номінація | [ 83 ] |
| Mnet Asian Music Awards      | 2009 | Best OST                     | «Because I'm Stupid» | Перемога  | [ 84 ] |
| SBS Gayo Daejeon             | 2005 | Best New Male Artist         | SS501                | Перемога  | [ 85 ] |
| SBS Gayo Daejeon             | 2006 | Netizen Popularity Award     | SS501                | Перемога  | [ 86 ] |
| Seoul Music Awards           | 2008 | Main Prize (Bonsang)         | SS501                | Перемога  | [ 87 ] |
| Seoul Music Awards           | 2008 | K-Wave Special Award         | SS501                | Перемога  | [ 87 ] |